# El Matute
El Matute fue un periódico satírico español fundado en 1890.

## El Manifiesto de Peral
Poco después de recibir la baja de la Armada, al no encontrar Isaac Peral ninguna publicación dispuesta a publicar el manifiesto que escribió para defender su honorabilidad frente a las presiones políticas, tuvo que pagar él mismo por hacerlo en El Matute del 21 de febrero de 1891.